# جبريل أوسوريو فارغاس
جبريل أوسوريو فارغاس (بالإسبانية: Gabriel Osorio)‏ هو مخرج تشيلي، ولد في 1984 في Quinta Normal ‏ في تشيلي.

## وصلات خارجية
- جبريل أوسوريو فارغاس على موقع IMDb (الإنجليزية)
- جبريل أوسوريو فارغاس على موقع ألو سيني (الفرنسية)
- جبريل أوسوريو فارغاس على موقع أول موفي (الإنجليزية)
- جبريل أوسوريو فارغاس على موقع كينوبويسك (الروسية)